# Plebejus georgica
Plebejus georgica är en fjärilsart som beskrevs av Forster 1936. Plebejus georgica ingår i släktet Plebejus och familjen juvelvingar. Inga underarter finns listade i Catalogue of Life.